# منطقه آزاد (فیلم)
منطقه آزاد (انگلیسی: Free Zone) فیلمی در ژانر درام به کارگردانی عاموس گیتای است که در سال ۲۰۰۵ منتشر شد. از بازیگران آن می‌توان به ناتالی پورتمن، حایم عباس، کارمن مائورا و هانا لازلو اشاره کرد.
هانا لازلو موفق شد برای بازی در این فیلم جایزه بهترین بازیگر زن جشنواره فیلم کن را از آنِ خود کند.